# Annihilator
Annihilator és un grup canadenc de thrash metal creat per Jeff Waters i John Bates l'any 1984. Al llarg de la seva carrera, la formació ha canviat moltes vegades. Actualment el grup està format per Jeff Waters i Dave Padden. Els tres últims àlbums d'estudi han inclòs Jeff Waters com a compositor principal, guitarrista i baixista i Dave Padden com a cantant. La resta de membres són contractats temporalment per Annihilator per als concerts que el grup realitza.
De la discografia d'Annihilator cal destacar els seus dos primers treballs, Alice in Hell (1989) i Never, Neverland (1990), que han esdevingut dos àlbums clàssics dins del thrash metal.

## Història

### Inicis
L'any 1984, el guitarrista canadenc Jeff Waters va conèixer el cantant i compositor John Bates. Amb ell van gravar la cançó Annihilator. Després de contractar un altre guitarrista, un baixista i un bateria, van gravar la seva primera demo, Welcome To Your Death. Després de realitzar uns quants concerts, els components es van separar i Jeff Waters quedà com a únic integrant de Annihilator.
L'any 1986, Jeff Waters va gravar una nova demo, en aquest cas amb el mateix bateria que en la seva anterior demo, Paul Melek. Aquesta demo, titulada Phantasmagoria va comptar amb Jeff Waters encarregat de la guitarra, el baix i les veus (perquè no va trobar cap cantant d'Ottawa que li agradés). Waters va estar vuit mesos gravant maquetes i enviant-les. En total va gravar unes 4000 maquetes.
Al següent any, i després de gravar una altra demo, Jeff Waters es va traslladar a Vancouver després de parlar amb un mànager amb la intenció de gravar el seu primer àlbum. Allà va conèixer el bateria Ray Hartmann i van començar a practicar les diferents cançons de les demos llençades anteriorment.

### Alice in Hell
L'any 1988 Waters i Hartmann van començar a gravar el seu primer àlbum d'estudi, que es titularia Alice in Hell. Tot i no tenir encara un cantant i un segon guitarrista, van començar a gravar les altres pistes mentre buscaven els nous components. Com a baixista, Waters va contractar a Wayne Darley. Finalment, el baixista Randy Rampage es va encarregar de les veus tot i que altres músics també van participar en les veus en algunes cançons de l'àlbum. Per al procés de la segona guitarra, van tenir el problema que la discogràfica els exigia un segon guitarrista per a poder realitzar les sessions de fotos. L'escollit va ser Dave Scott Davis. L'àlbum Alice in Hell va sortir a la venda el 5 de setembre de 1989. El guitarrista i fundador del grup nord-americà Megadeth, Dave Mustaine, va trucar a Waters dient que havia escoltat l'àlbum i que li agradava molt i volia que Waters fos el nou guitarrista de Megadeth. Waters va declinar l'oferta perquè en aquell moment l'àlbum Alice in Hell ja havia venut 250.000 còpies i va confiar en el projecte Annihilator. Durant la gira posterior amb el grup nord-americà Testament, Randy Rampage va abandonar el grup.

### Never, Neverland
Després que Rampage abandonés el grup, el cantant escollit va ser Coburn Pharr, exvocalista de Omen. Waters, Hartmann i Pharr van gravar el que seria el segon àlbum del grup, Never, Neverland. Les vendes de l'àlbum van ser superiors a l'Alice in Hell, consolidant a Annihilator com un dels grups canadencs amb més projecció internacional. A més, van actuar com a teloners (juntament amb Pantera) del grup anglès Judas Priest en la gira de presentació del seu àlbum Painkiller a Europa. En aquesta gira no hi va ser present el que havia estat el segon guitarrista del grup, Dave Scott Davis. D'aquesta manera, en els concerts que van realitzar a Europa, Annihilator va comptar amb Jeff Waters com a únic guitarrista. Després de la gira, el cantant Pharr va abandonar el grup.

### Set the World on Fire
L'any 1992 va ser un any de molts de canvis dins d'Annihilator. El cantant Coburn Pharr va tornar al grup. A més, es va incorporar el guitarrista Neil Goldberg, provinent de Boston. Pharr va tornar a abandonar el grup de nou i va ser substituït pel cantant Aaron Randall, provinent de Vancouver. Poc temps després, el bateria Ray Hartmann va deixar el grup. L'any 1993, el conegut bateria Mike Mangini es va unir al grup per recomanació del guitarrista Goldberg. Waters, Randall, Goldberg i Mangini van gravar el tercer àlbum del grup, Set the World on Fire a Vancouver. Tot i això, Mike Mangini no va participar en totes les cançons, ja que tres cançons van ser gravades encara amb l'anterior bateria, Ray Hartmann i una altra, Phoenix Rising pel bateria Rik Fedyck. L'àlbum va suposar un gir en l'estil d'Annihilator respecte als dos primers àlbums, ja que al Set the World on Fire hi van predominar cançons amb moltes parts acústiques deixant de banda la velocitat i agressivitat dels àlbums Alice in Hell i Never, Neverland. Tot i això, l'àlbum és un dels més aclamats pels seguidors del grup. Amb Mangini com a bateria, Annihilator va fer una gira a Europa. Després d'aquesta gira, Mangini i Goldberg van abandonar el grup. Annihilator va contractar el bateria Randy Black i el guitarrista Dave Davis va tornar al grup. La formació completa d'Annihilator havia de fer una gira al Japó però com que el baixista Wayne Darley tenia prohibit entrar al país, Davis va haver d'aprendre amb el baix les cançons que tenien previst tocar i van realitzar la gira de nou només amb un sol guitarrista. Després d'aquesta gira, van realitzar una altra petita gira als Estats Units amb els mateixos components.

### Jeff Waters com a cantant: King of the Kill, Refresh the Demon i Remains
L'any 1994 el cantant Aaron Randall va abandonar el grup deixant a Waters i a Black com a únics membres del grup. Ells dos van gravar als Watersound Studios l'àlbum King of the Kill amb Jeff Waters com a guitarrista (guitarra rítmica i solista), baixista i cantant. Jeff Waters va decidir encuidar-se també de les veus convençut per la seva xicota i el vocalista original del grup, John Bates, després que aquests el sentissin cantar la cançó Delivering the Goods, del grup Judas Priest. En la gira de presentació del nou àlbum per Europa i Japó, Annihilator va comptar de nou amb el guitarrista Dave Davis a més del baixista Cam Dixon, que va abandonar el grup un cop acabada la gira.
L'any 1996 Jeff Waters, Randy Black i Dave Davis van gravar el cinquè àlbum del grup, Refresh the Demon. Per a la posterior gira europea, Waters va contractar el bateria provinent de Victoria Dave Machander després que Black abandonés el grup. En lloc del baixista va ser ocupat per Lou Budjoso. En el mateix any, Annihilator va editar el primer àlbum en directe del grup, In Command. L'àlbum està compost per diferents cançons de concerts del grup durant els anys 1989 i 1990. Cinc de les cançons van ser gravades mentre Randy Rampage era el cantant del grup mentre que les altres nou gravades en l'època en què ho era Coburn Pharr.
L'any 1997, Jeff Waters va gravar en solitari el sisè àlbum del grup, Remains. Waters va tocar tots els instruments a més de cantar en totes les cançons. Fins i tot es va encarregar de la bateria utilitzant diferents programes informàtics. Waters va declarar més tard que no contractar a un bateria per la gravació de l'àlbum Remains va ser un error perquè amb un bateria, l'àlbum hauria tingut un so més metal.
En els tres discs de l'etapa de Jeff Waters com a cantant (1994-1997), el primer cantant del grup, John Bates, va participar en la composició d'algunes de les cançons.

### Criteria for a Black Widow
L'any 1999, Waters, Hartman i de nou amb Randy Rampage (cantant del primer àlbum d'Annihilator, Alice in Hell) van començar a preparar el setè àlbum d'estudi del grup, Criteria for a Black Widow. L'àlbum es va publicar al Gener de l'any 2000. L'àlbum va ser seguit per dues gires europees que van comptar amb el baixista Russell Berguist. L'últim concert de la segona gira Waters va haver de cantar perquè Randy Rampage va ser expulsat d'Annihilator per un incident que havia tingut amb Waters. Tot i no transcendir els fets, Waters va comentar que Rampage tenia greus problemes amb les drogues i amb l'alcohol.

### Època Comeau: Carnival Diablos i Waking the Fury
L'any 2001 el novaiorquès Joe Comeau (exguitarrista del grup nord-americà Overkill) es va convertir en el nou cantant del grup. Waters, Hartmann i Comeau van gravar l'àlbum Carnival Diablos. L'àlbum va estar compost majoritàriament per Waters però el nou cantant del grup també hi va intervenir (sobretot en les lletres de les cançons). El baixista Berquist i el guitarrista Davis van tornar a ser contractats per a la gira europea.
Al següent any Randy Black va tornar al grup per substituir Hartmann. Els tres van gravar l'àlbum Waking the Fury. Una altra vegada Annihilator va tornar a confiar amb Berquist com a baixista a més d'un nou guitarrista, Curran Murphy per al tour a Europa i Japó. Un dels concerts d'aquesta gira va servir perquè es publiqués el segon disc en directe del grup. El doble disc es va anomenar Double Live Annihilation i va ser publicat al Març de 2003.
Al juny del mateix any, Joe Comeau va deixar de ser el cantant d'Annihilator. Els motius reals que van provocar la sortida del novaiorquès no han estat aclarits del tot ni per Jeff Waters ni pel mateix cantant però Comeau va enviar un comunicat als mitjans de comunicació per explicar que la seva marxa va ser provocada per Waters, ja que va ser decisió del canadenc que Comeau deixés el grup no per motius musicals sinó per altres assumptes que no va voler aclarir.

### Època Padden: All For You, Schizo Deluxe i Metal
El nou cantant escollit per Waters va ser un jove canadenc de Vancouver de només 27 anys, Dave Padden. Tot i que quan va conèixer a Jeff Waters, Padden era només guitarrista i no cantant, quan Waters el va sentir cantar algunes cançons de Annihilator va decidir que ell seria el nou cantant del grup. Al mateix estiu, Annihilator va tocar en diferents festivals europeus amb Waters, Black, Murphy, Bergquist i Padden.
L'any 2004 Mike Mangini, el bateria que ja havia gravat amb Annihilator l'any 1993 l'àlbum Set the World on Fire es va unir a Waters i a Padden per gravar el següent àlbum del grup, All For You. Totes les cançons van ser cantades per Padden excepte la cançó Holding on que Waters es va reservar per a ell. L'àlbum no va ser ben rebut ni per la majoria de crítics ni de seguidors d'Annihilator i el nou cantant Dave Padden va ser bastant criticat perquè havia donat a Annihilator un nou so més modern i bastant diferent als anteriors àlbums del grup. Durant la promoció del disc, lògicament Jeff Waters va defensar el treball de Padden però més endavant va donar la seva opinió real. Waters va comentar que tot i que l'àlbum tenia bones cançons, es va equivocar triant la cançó All For You com la cançó que donés nom a l'àlbum perquè la tornada de la cançó estava molt allunyada de l'estil d'Annihilator. Aquest fet, segons Waters, va provocar que molta gent critiqués el nou estil del grup sense haver escoltat tot l'àlbum, ja que molts seguidors va associar la cançó All For You amb la nova etapa d'Annihilator. Hi va haver una nova gira com a suport al grup britànic Judas Priest. Els acompanyants de Padden i Waters van ser Murphy, el baixista Sandor De Bretan i el bateria Rob Falzano.
Al següent any Waters va contractar el bateria provinent d'Ottawa per gravar de nou amb Padden l'onzè disc d'Annihilator, Schizo Deluxe. Com en l'anterior àlbum, Waters es va reservar una cançó on també cantava, Too Far Gone. El disc es va publicar al novembre de 2005. El disc es pot considerar com la continuació de l'Àlbum All For You. Tot i això, és un àlbum molt més directe, agressiu i amb un Dave Padden millorat respecte a l'anterior disc. Waters va remarcar que en aquest àlbum el cantant Padden cantava "mil vegades millor" que no pas en l'anterior.
L'any 2006 Annihilator va treure a la venda el doble DVD Ten Years In Hell. Aquest DVD conté els diferents videoclips del grup, entrevistes als diferents components que han passat pel grup i videos d'actuacions en directe. A l'estiu del mateix any, Annihilator va realitzar diferents concerts a festivals Europeus. En aquest cas, Dave Padden també va tocar la guitarra a més de cantar. La resta de membres a part de Waters van ser de nou el baixista Berqguist i el bateria Ryan Ahoff.
A finals de l'any 2006, Waters va començar a treballar en l'onzè album d'Annihilator, juntament amb Padden i amb Mike Mangini (els mateixos membres que en la gravació de l'àlbum All For You). A diferència dels anteriors àlbums d'Annihilator, el nou àlbum, anomenat Metal va comptar amb la participació de nombrosos músics que van col·laborar en les diferents cançons de l'àlbum. Hi van ser presents entre altres Jesper Strømblad (guitarrista del grup suec In Flames), Alexi Laiho (guitarrista del grup finlandès Children of Bodom), Anders Bjørler (guitarrista del grup suec The Haunted) i Corey Beaulieu (del grup nord-americà Trivium). Com en els anteriors àlbums, Waters va cantar en una de les cançons, Operation Annihilation. L'àlbum va ser publicat el 16 d'abril de l'any 2007.
El mes d'Abril i Maig, el grup es va unir al grup nord-americà Trivium com a teloners en la gira que els d'Orlando feien a Europa en la presentació del seu nou disc The Crusade. Waters i Padden van estar acompanyats per dos músics molt joves i desconeguts: Alex Landenburg a la bateria i Brian Daemon al baix. Molts seguidors d'Annihilator no van veure bé que Annihilator, grup amb més de vint anys d'història fossin els teloners d'un grup molt més jove amb només tres àlbums d'estudi. Tot i això, Waters va declarar que no tenia cap problema en ser els teloners de Trivium perquè el que realment manava eren els diners i Trivium, tot i el seu poc recorregut tenien molta més tirada (sobretot al Regne Unit) que no pas Annihilator. A més, va alegrar-se, ja que d'aquesta manera molts seguidors que anessin a veure Trivium, descobririen per primera vegada Annihilator. Els mesos d'octubre i novembre, Annihilator va tornar a participar en una gira europea com a grup teloner. En aquest cas, l'artista principal va ser el grup nord-americà Iced Earth, que presentava el seu disc Framing Armageddon.

## Estil i influències
Annihilator s'ha caracteritzat al llarg de la seva carrera per la seva evolució i canvi entre àlbums i, per tant, es fa difícil de categoritzar la seva música en un sol estil. Tot i això, principalment el grup és reconegut com un grup de thrash metal.
Les influències d'Annihilator són moltes i molt variades. Des del heavy metal clàssic anglès (Judas Priest, Iron Maiden) al grup (australià AC/DC (tant ha influenciat a Annihilator que en alguns concerts toquen alguna cançó seva, Live Wire o Riff Raff). A més, la cançó Shallow Grave, de l'àlbum Carnival Diablos es pot considerar com un clar homenatge al grup australià) i lògicament tots els grups clàssics de thrash metal com Metallica, Megadeth, Slayer, Anthrax i d'altres.
Les influències d'Annihlator es poden observar a la lletra de la cançó Army of One, de l'àlbum Metal. En aquesta cançó, Annihilator fa un homenatge als grans grups de heavy metal. Els grups que són anomenats són Anthrax, Motörhead, Exodus, Slayer, Judas Priest, Metallica, Megadeth, Iron Maiden i Black Sabbath.
Una altra influència destacable és el grup canadenc Exciter. Annihilator va versionar el clàssic Heavy Metal Maniac com a bonus track a la versió japonesa de l'àlbum Metal. Waters va comptar amb la participació del cantant i bateria original Dan Beehler i el baixista Allan Johnson durant la gravació de la versió.
D'altra banda, Annihilator també ha publicat àlbums amb cançons més melòdiques que s'allunyen de l'estil principal del grup. El mateix Waters ha declarat més d'una vegada que a Annihilator hi ha lloc tant pel heavy, el rock, el blues o fins i tot el jazz.

## Annihilator: Grup o projecte en solitari?

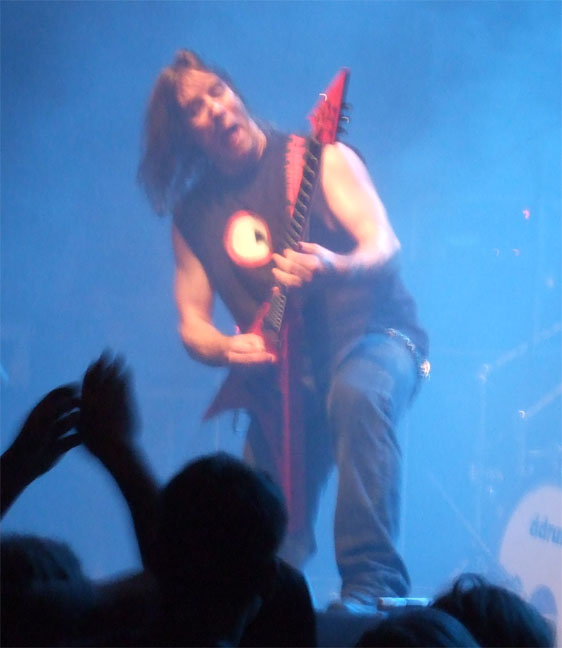
Jeff Waters en un concert d'Annihilator. Any 2007

Annihilator ha tingut a les seves files nombrosos músics però la majoria d'ells han durat poc temps. En una entrevista, Jeff Waters va declarar que Annihilator és un projecte d'ell en solitari i que realment els músics que té treballen per a ell i cobren a comissió. En una altra entrevista, va destacar que ell a més de compondre totes les cançons de tocar la guitarra i el baix, també és el productor i enginyer, ja que va crear uns estudis propis de gravació al Canadà que porten el seu nom (Watersound Studios). A més va remarcar que d'aquesta manera, treballant sol, s'estalvia molts maldecaps i estrès degut a discrepàncies amb altres components del grup. Segons Waters, quan està gravant un àlbum, a l'estudi només hi solen ser molt poques persones, a diferència de la majoria de grups de música que tenen molt de personal en les sessions de gravació.

## Discografia

### Àlbums d'estudi[Cal actualitzar]
| Data de publicació      | Títol                      | Discogràfica                 | Altres dades                                      |
| 5 de setembre del 1989  | Alice in Hell              | Roadrunner                   | Disc de debut                                     |
| Setembre del 1990       | Never, Neverland           | Roadrunner                   | Únic àlbum amb Coburn Pharr com a cantant         |
| 1993                    | Set the World on Fire      | Epic Records i Roadrunner    | Únic àlbum amb Aaron Randall com a cantant        |
| 1994                    | King of the Kill           | Hypnotic i CMC International | Primer àlbum amb Jeff Waters com a cantant        |
| 1996                    | Refresh the Demon          | Music For Nations            |                                                   |
| 1997                    | Remains                    | CMC International            |                                                   |
| 25 de gener del 2000    | Criteria for a Black Widow | CMC International            | Àlbum de retorn de Randy Rampage com a cantant    |
| 23 de gener del 2001    | Carnival Diablos           | Metal-Is                     | Primer àlbum amb Joe Comeau com a cantant         |
| 2002                    | Waking the Fury            | SPV                          | Últim àlbum d'estudi amb Joe Comeau com a cantant |
| 26 d'octubre del 2004   | All For You                | AFM                          | Primer àlbum amb Dave Padden com a cantant        |
| 8 de novembre del 2005  | Schizo Deluxe              | AFM                          |                                                   |
| 16 d'abril del 2007     | Metal                      | SPV                          |                                                   |
| 31 d'agost del 2010     | Annihilator                | Earache Records (Europa) +   |                                                   |
| 23 d'agost del 2013     | Feast                      | UDR                          |                                                   |
| 18 de setembre del 2015 | Suicide Society            | UDR Music                    |                                                   |

### Àlbums en directe
| Data de publicació | Títol                    | Discogràfica | Altres dades                                     |
| 1996               | In Command               | Roadrunner   | Disc en directe de concerts de l'any 1989 i 1990 |
| 2003               | Double Live Annihilation | AFM          | Doble disc amb concerts de l'any 2003            |

### Recopilatoris
| Data de publicació | Títol                   | Discogràfica               | Altres dades                                      |
| 1994               | Bag of Tricks           | Attic Records / Roadrunner | Primer recopilatori amb versions demo i directes  |
| 2004               | The Best of Annihilator | Roadrunner                 | Recopilatori amb cançons dels tres primers àlbums |

### DVD
| Data de publicació | Títol             | Discogràfica | Altres dades                                                 |
| Febrer de 2006     | Ten Years In Hell | SPV          | Recopilatori dels videoclips, directes i entrevistes al grup |